# Вердаббио
Вердаббио (нем. Verdabbio) — деревня и бывшая коммуна в Швейцарии, в кантоне Граубюнден. 
До 2016 года имела статус отдельной коммуны. 1 января 2017 года вошла в состав коммуны Гроно. Входит в состав региона Моэза (до 2015 года входила в округ Моэза). 
Население коммуны составляло 161 человек (на 31 декабря 2013 года). Для большинства жителей родным является итальянский язык. Официальный код  —  3836.

## Достопримечательности
Церковь, построенная в 1631 году в стиле барокко.